# Geo (автомобільна марка)
Geo — підрозділ американського концерну General Motors, що існував з 1989 по 1997 рік і займався випуском недорогих компактних автомобілів. Підприємство було створено при тісній співпраці з компаніями Toyota і Suzuki. Спільно з цими японськими автовиробниками було запущено на заводі CAMI (Канада) виробництво моделей Geo Metro і Geo Tracker, а на заводі NUMMI (Каліфорнія, США) моделі Geo Prizm. Моделі Geo Spectrum і Geo Storm відбувалося на заводі Isuzu в Японії.
Автомобілі марки Geo реалізовувалися через торгову мережу Chevrolet. Перші роки автомобілі марки були досить популярні на ринку, рівень продажів перевищував понад 300 тис. одиниць на рік. Однак до середини 90-х років попит на ці автомобілі впав. У 1997 році було прийнято рішення про закриття марки. Всі моделі фірми були віддані марці Chevrolet.

## Модельний ряд

### Metro
Субкомпактний автомобіль, випускався з 1989 по 1994 рік. Заснований на моделі Suzuki Swift. Були доступні 3-х і 5-дверний хетчбек, седан і кабріолет. Встановлювалися 2 види двигунів: 1,0 л. (56 к.с.) і 1,3 л (70 к.с.).

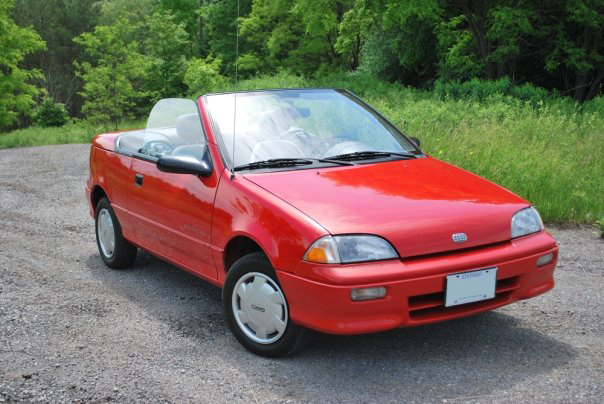
Кабріолет
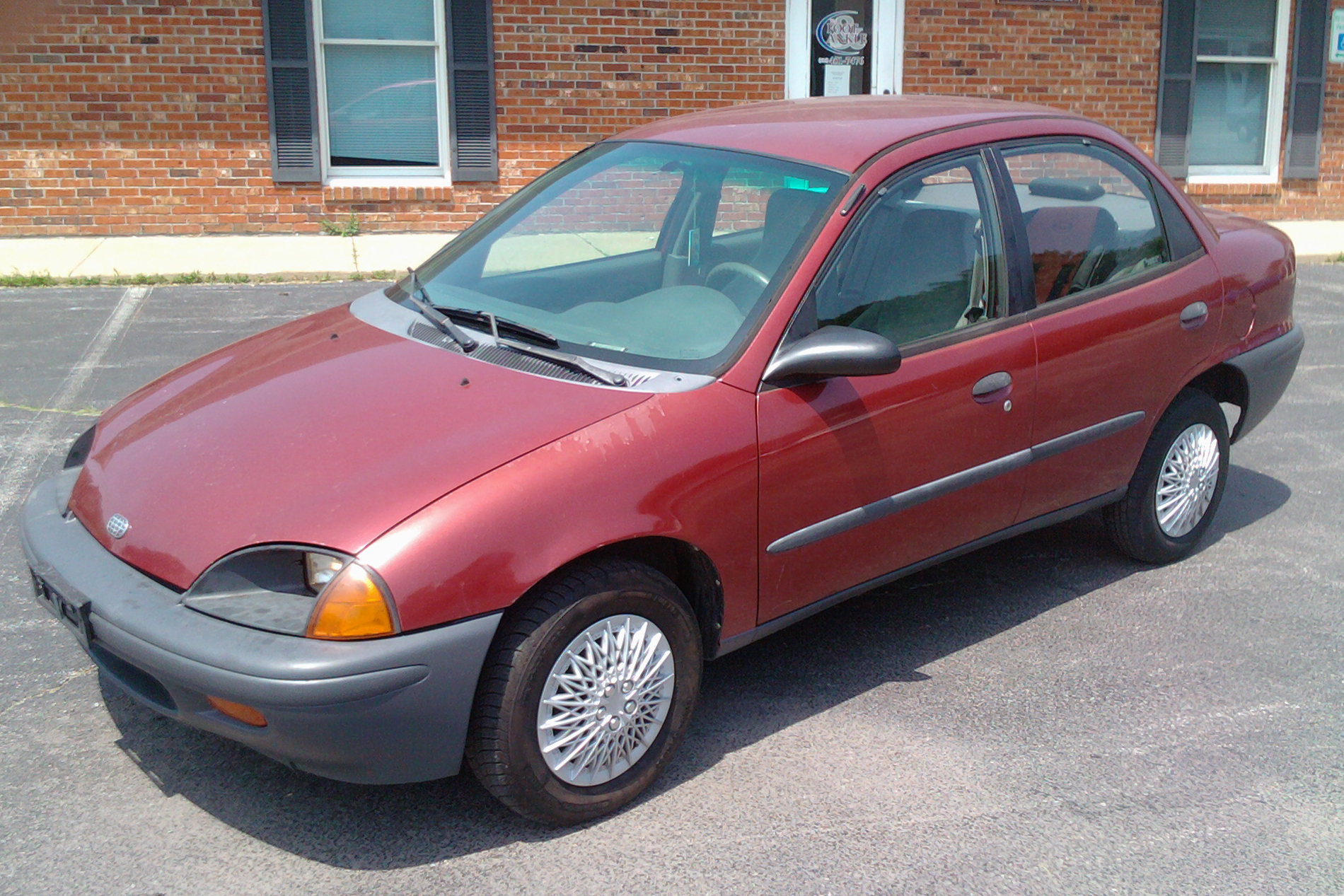
Седан
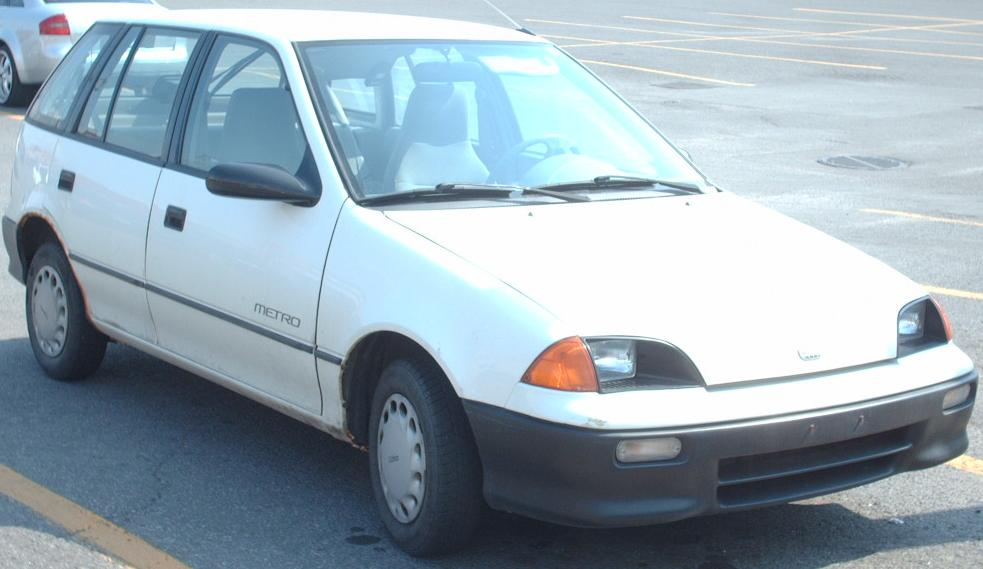
Хетчбек

### Spectrum
Geo Spectrum — компактний автомобіль, що випускався в США з 1985 року під маркою Chevrolet Spectrum. З відкриттям марки Geo ця модель була переведена під цю марку. Був копією японського Isuzu Gemini 2 покоління.

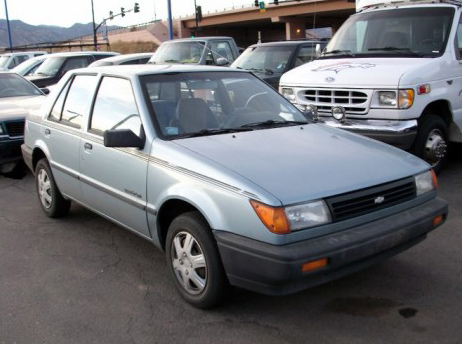
Geo/Chevrolet Spectrum
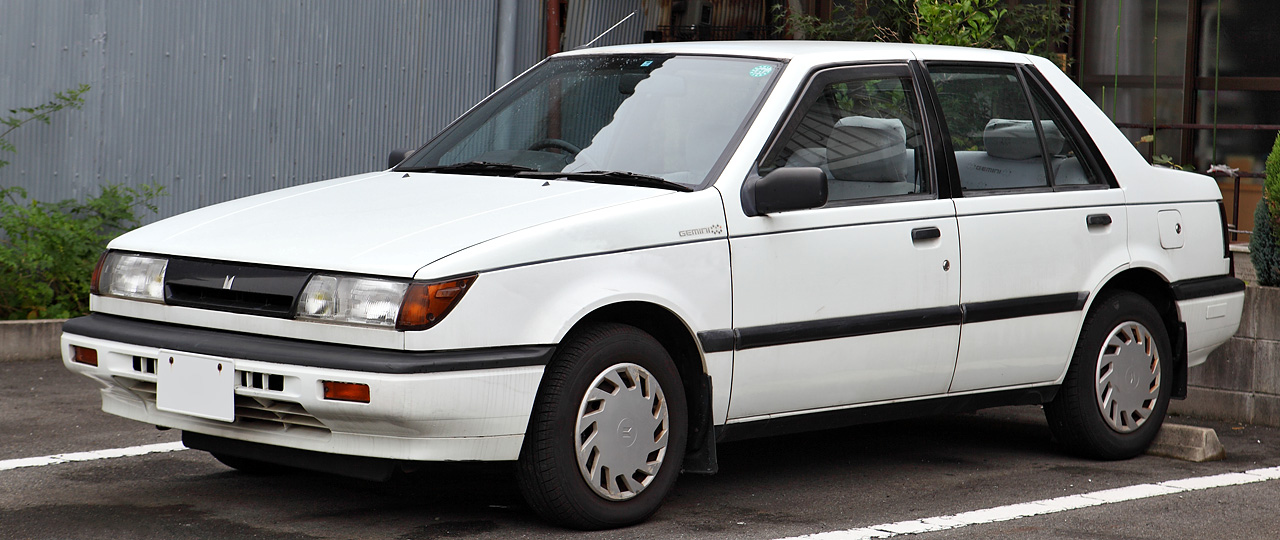
Isuzu Gemini

### Prism
Geo Prism був копією популярної Toyota Corolla (Е90 і Е100). Був направлений на заміну Chevrolet Nova. Випускався в кузові седан і п'ятидверний хетчбек. Автомобіль Prizm випускався довше, ніж будь-яка інша модель Geo: його виробництво почалося в 1991 році й тривало до 1997 року. А після 1997 року випускався вже під маркою Chevrolet Prizm.

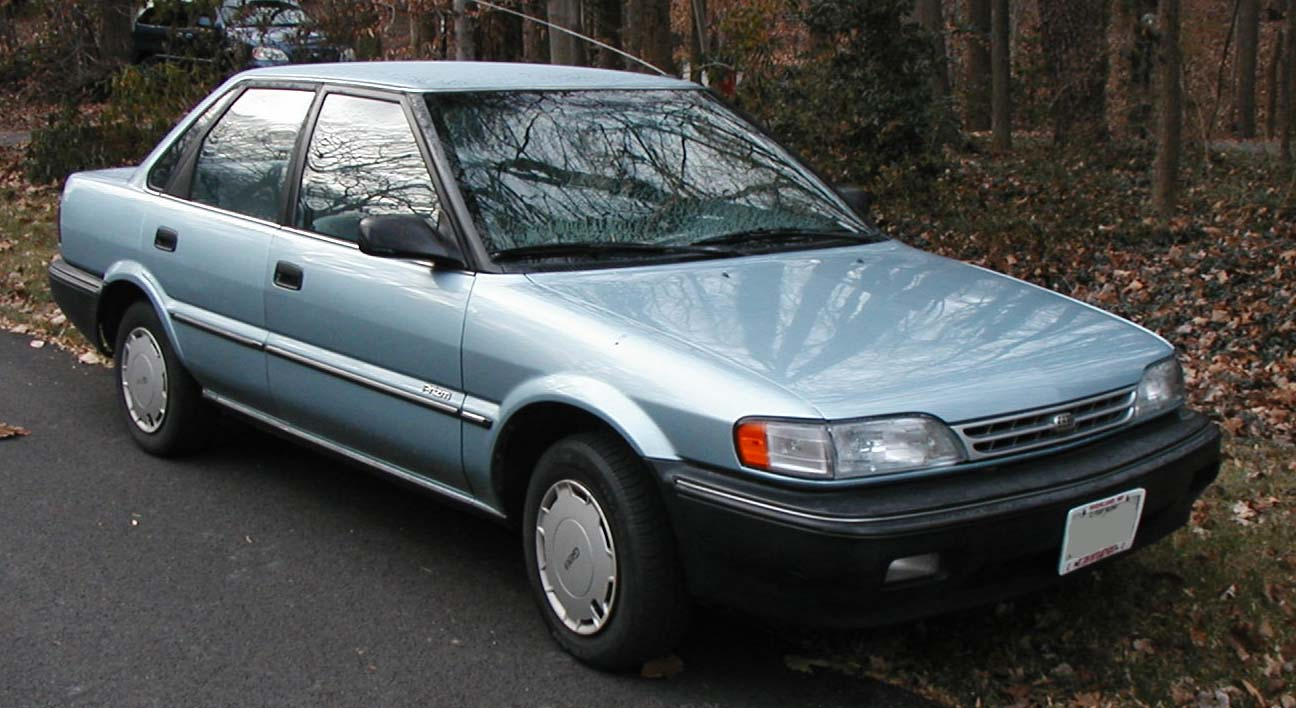
Седан 1 покоління
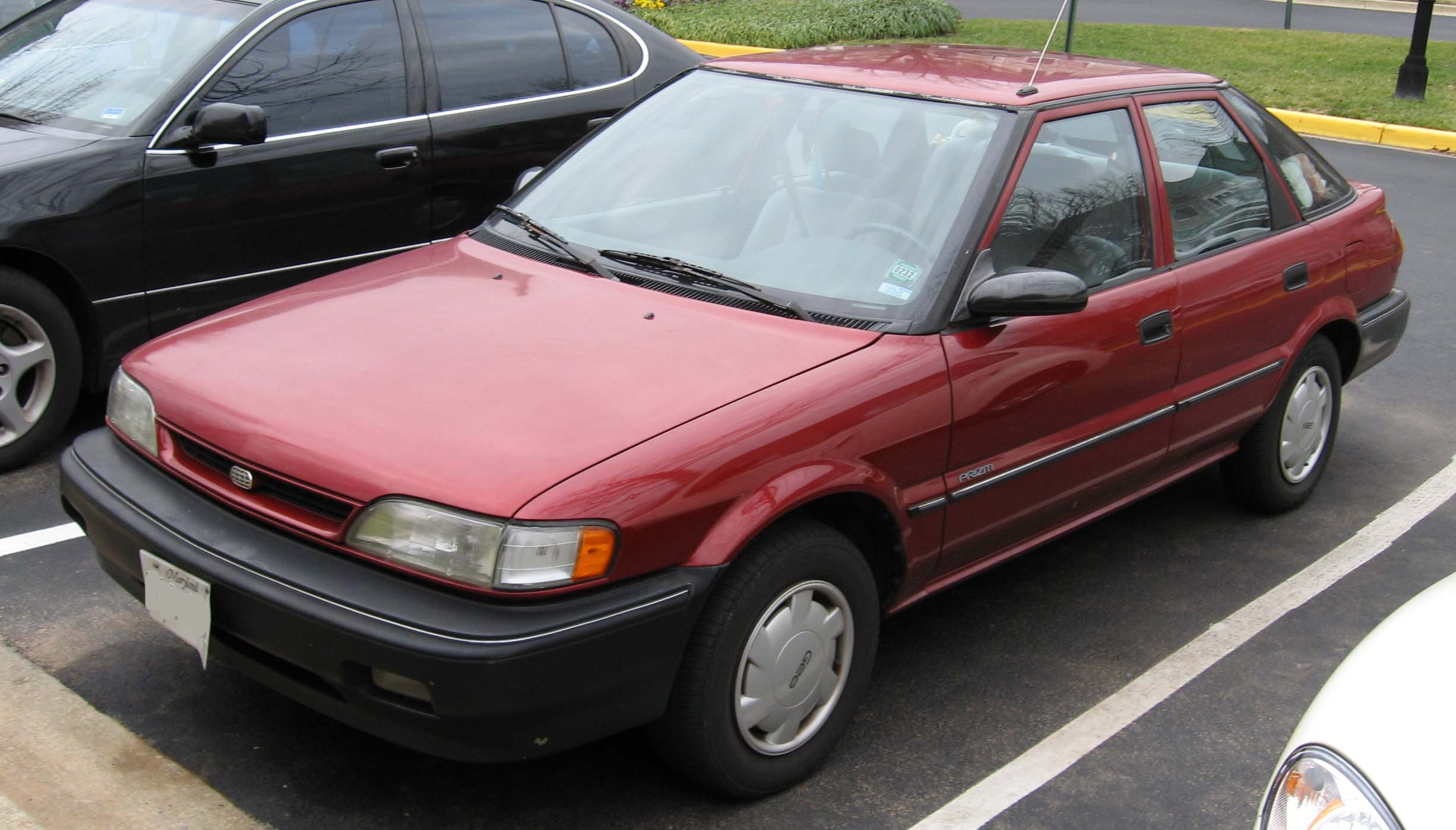
Хетчбек 1 покоління
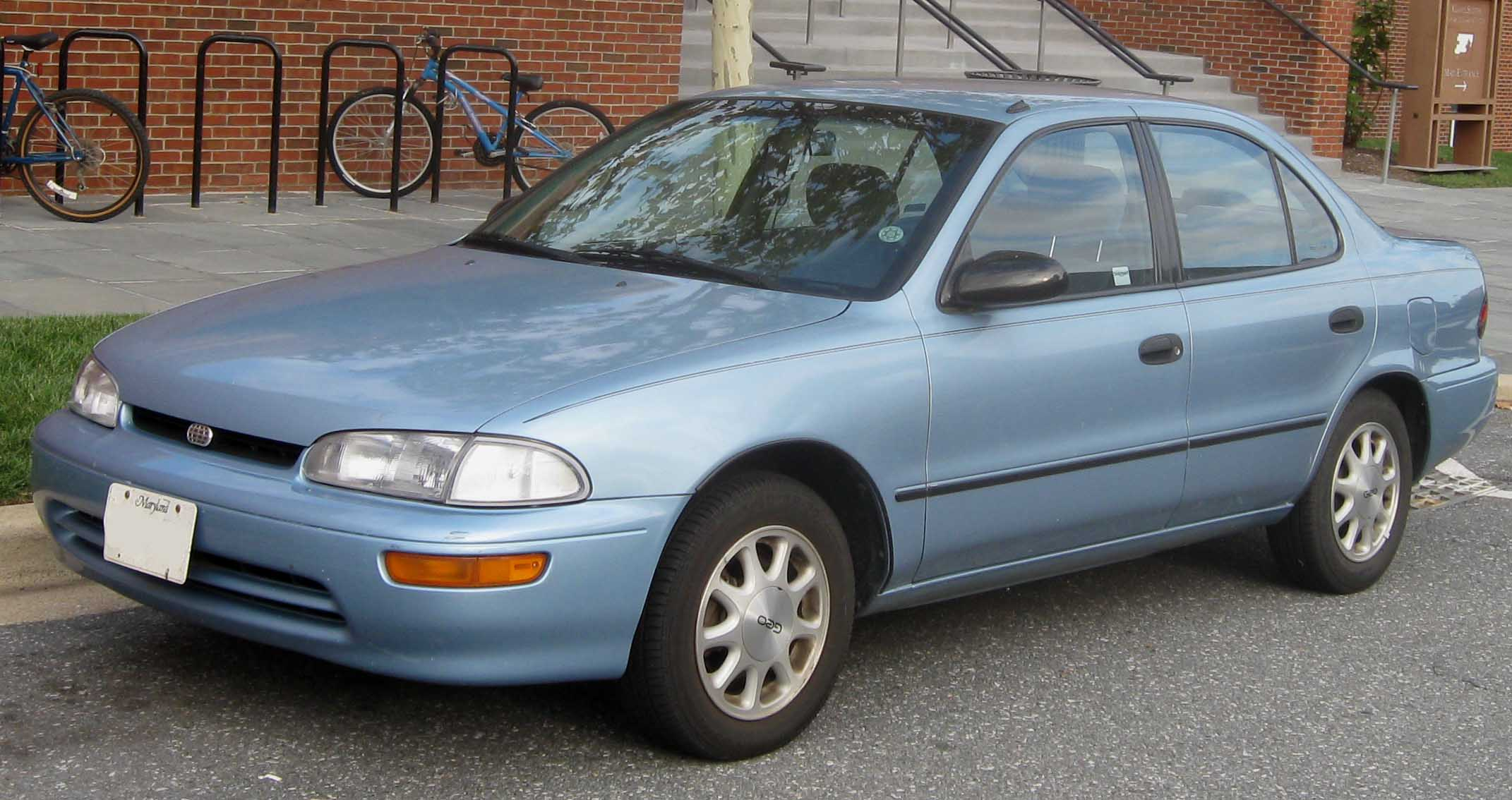
Седан 2 покоління

### Storm
Geo Storm, як і інші моделі марки, був не самостійною моделлю, а копією японського автомобіля Isuzu Impulse. Автомобіль імпортувався з Японських заводів. У порівнянні з оригінальною моделлю, Storm мав простішу конструкцію: простіша підвіска, була відсутня повнопривідна версія. На машини встановлювалися бензинові мотори об'ємом 1,6 і 1,8 літра.

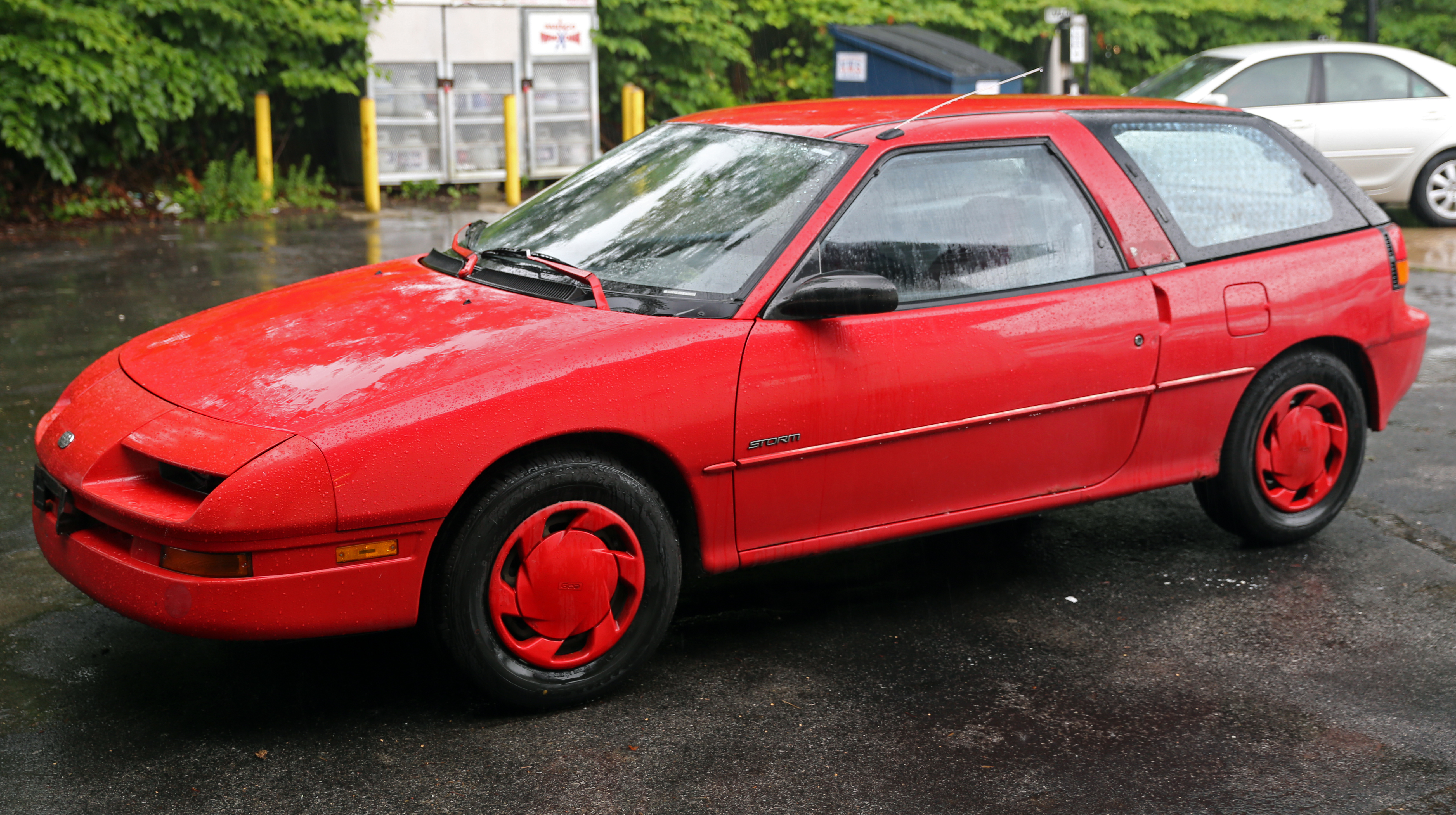
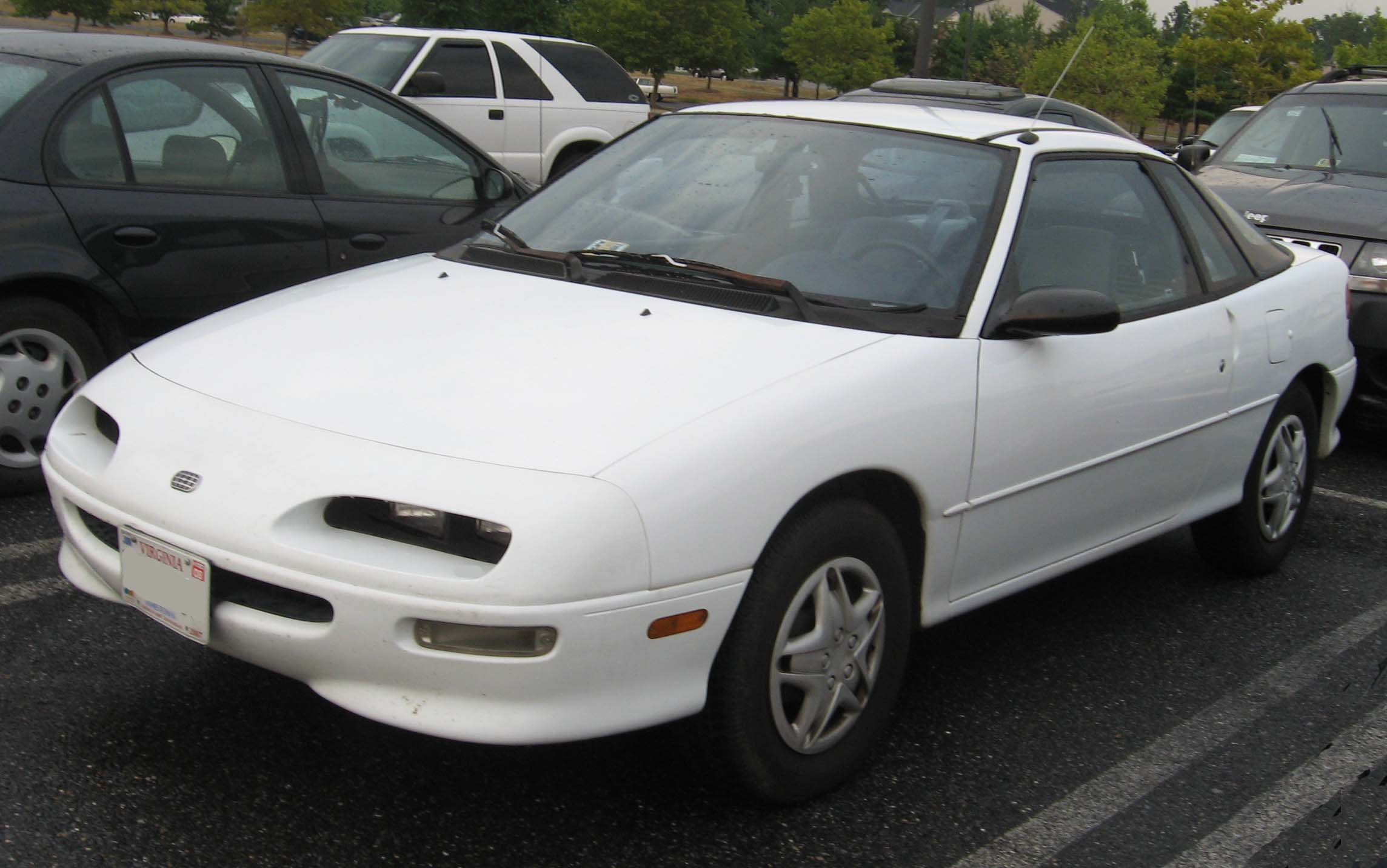
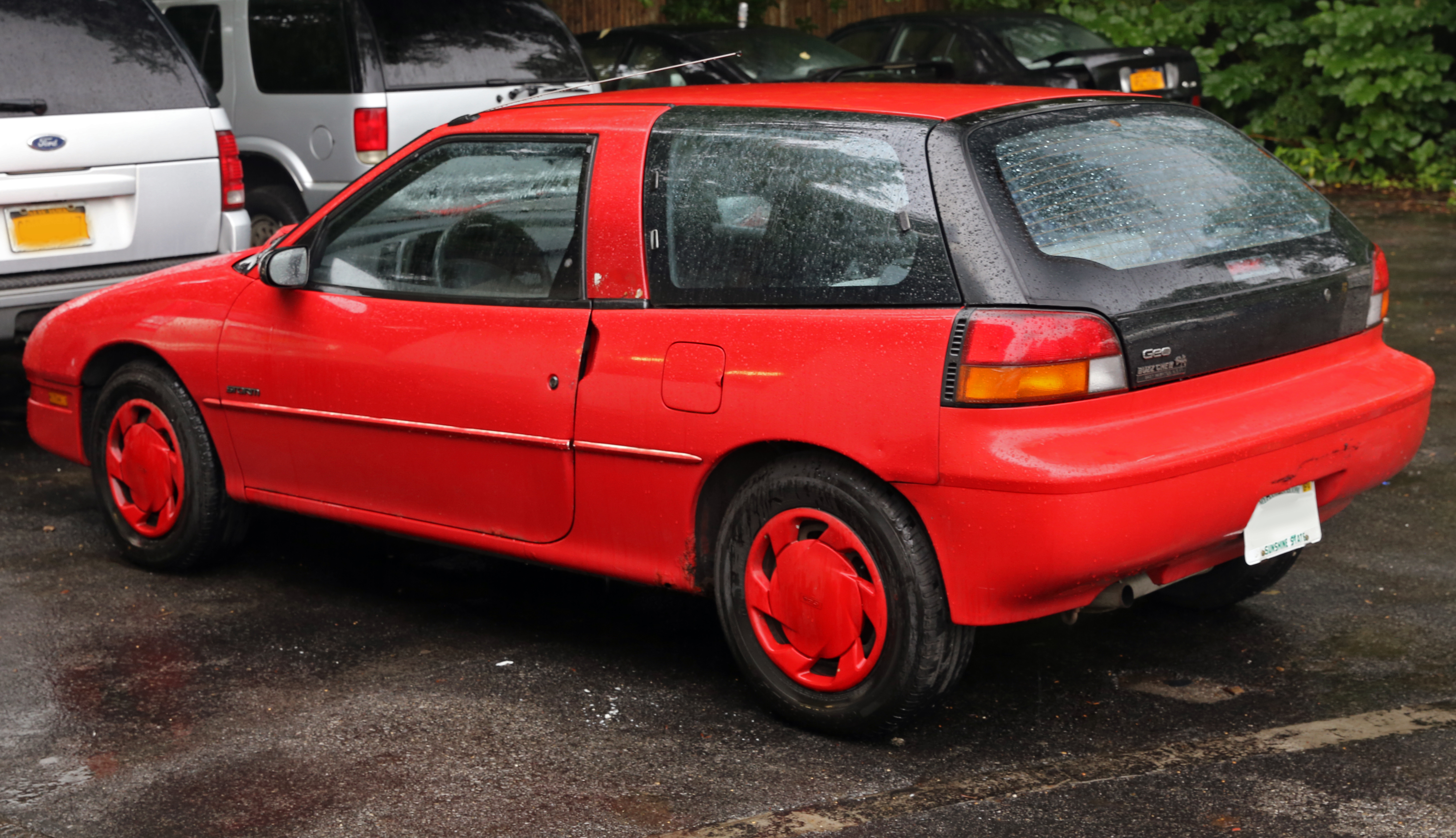

### Tracker
Компактний позашляховик Geo Tracker з'явився на ринку Північної Америки в 1988 році. Спочатку його експортували з Японії, але незабаром було виробництва на спільному заводі GM і Suzuki CAMI (Канада). Автомобіль комплектувався 1,6 літровим двигуном потужністю 80 к.с. (Після 1996 року — 96 к.с.), п'ятиступінчастою МКПП і повним підключається приводом. Виробництво цієї моделі тривало до 1998 року, коли на зміну йому прийшло нове покоління позашляховика, яка також є копією Suzuki, але продавався в Америці вже під маркою Chevrolet.

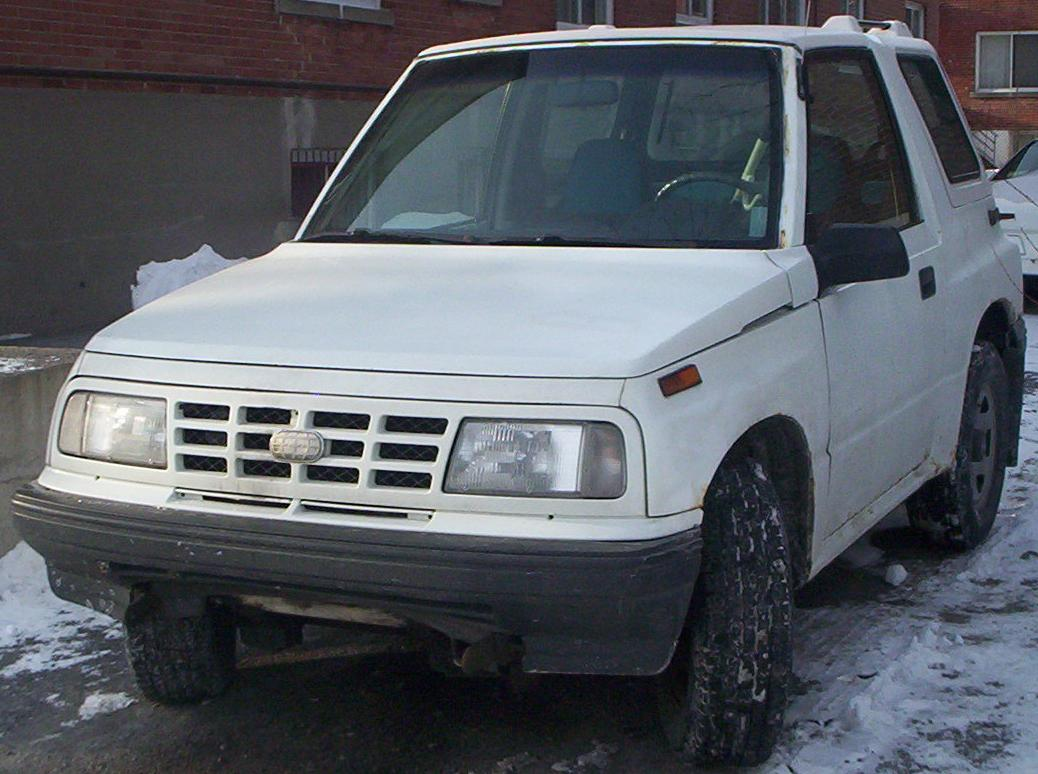
Дводверний варіант
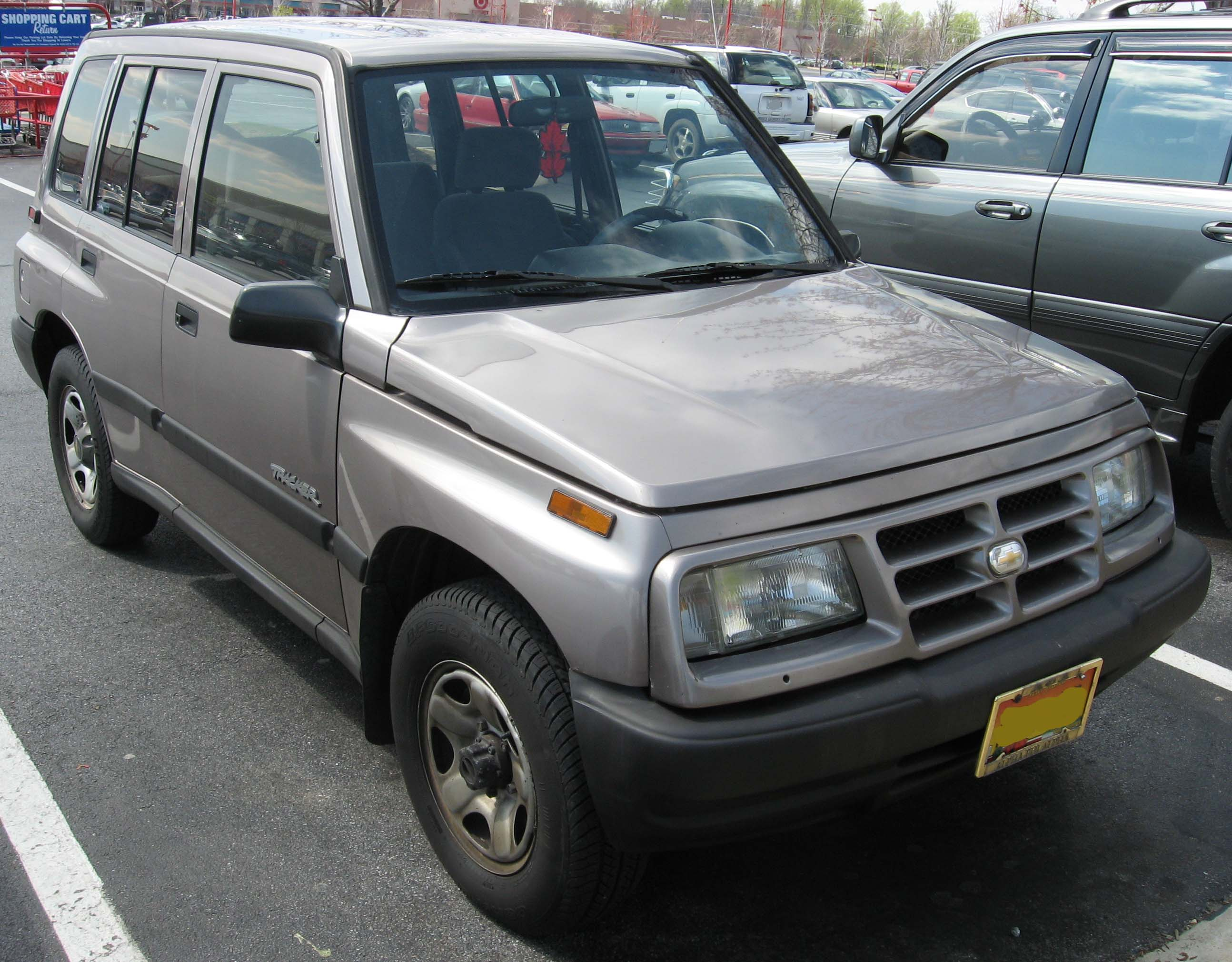
Чотиридверний варіант
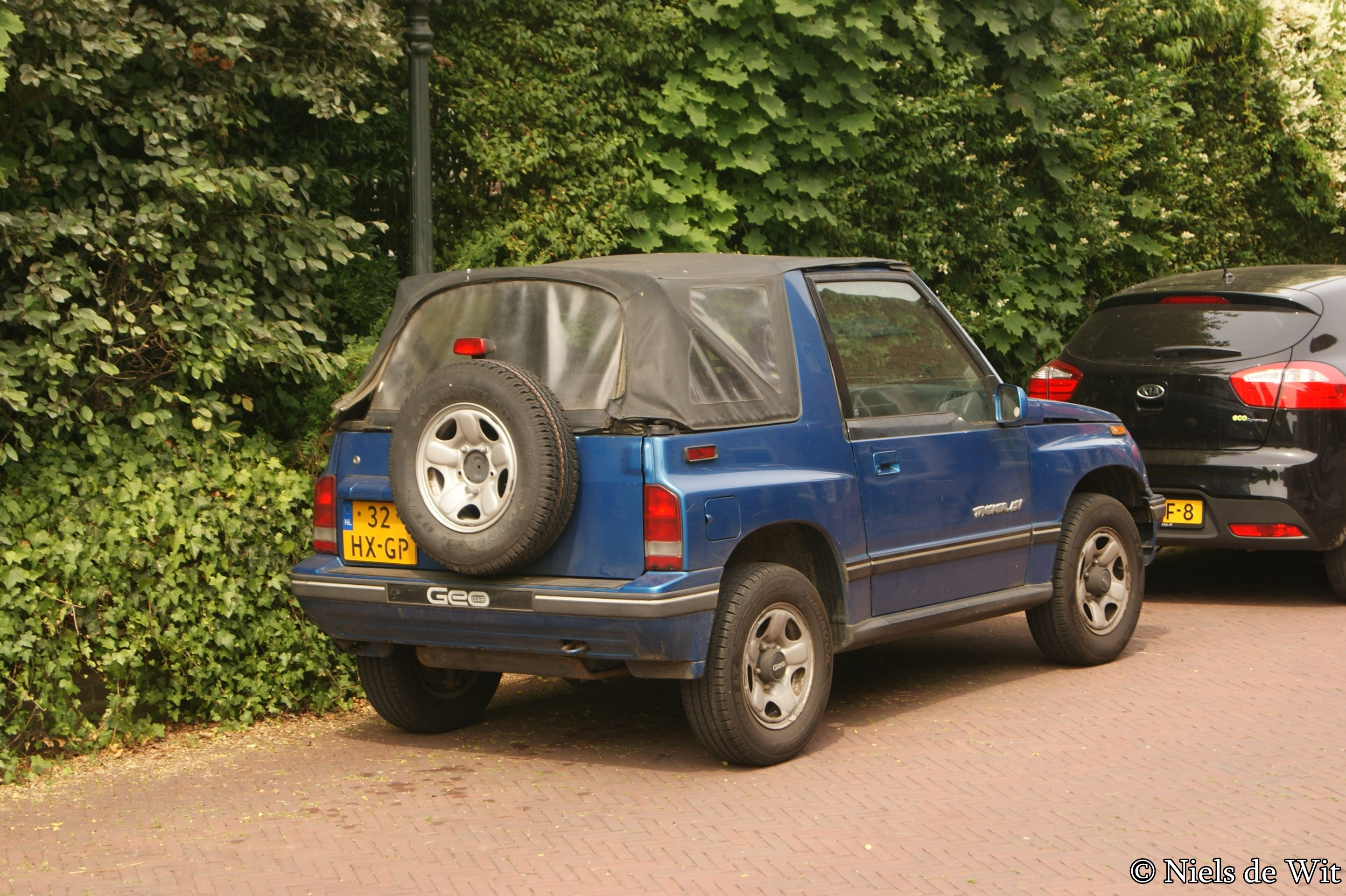
Варіант з м'яким дахом